# Lee Eun-saem
Đây là một tên người Triều Tiên, họ là Lee.
Lee Eun-saem là một nữ diễn viên người Hàn Quốc. Cô được biết đến qua các vai diễn trong Chị đại học đường,Viền đỏ trên tay áo, Phép màu đã cho ta gặp nhau, Người cha tồi, Black Dog: Being A Teacher, Ngôi trường xác sống. Cô còn góp mặt trong các bộ phim điện ảnh như Chứng nhân hoàn hảo, Cảnh sát tập sự, Trùm, Cớm và Ác quỷ và The Fault Is Not Yours.

## Danh sách phim và chương trình truyền hình

### Phim điện ảnh
| Năm  | Tựa phim               | Tựa tiếng Hàn         | Vai             | Nguồn  |
| ---- | ---------------------- | --------------------- | --------------- | ------ |
| 2009 | Fly, Penguin           | 날아라 펭귄           | Soo-ji          | [ 10 ] |
| 2017 | Cảnh sát tập sự        | 청년경찰              | Eun-sam         | [ 10 ] |
| 2019 | Chứng nhân hoàn hảo    | 증인                  | Học sinh cấp ba | [ 10 ] |
| 2019 | Trùm, Cớm và Ác quỷ    | 악인전                | Học sinh cấp ba | [ 11 ] |
| 2019 | The Fault Is Not Yours | 어제 일은 모두 괜찮아 | Mi-ran          | [ 12 ] |

### Phim truyền hình
| Năm  | Tựa phim                    | Vai           | Ghi chú                        | Nguồn  |
| ---- | --------------------------- | ------------- | ------------------------------ | ------ |
| 2007 | Landscape in My Heart       | Si-eun        |                                | [ 10 ] |
| 2008 | Kokkiri                     | Park-yeon     |                                | [ 10 ] |
| 2008 | Birth of a New Couple       | Yoo-su        |                                | [ 10 ] |
| 2018 | Người cha tồi               | Lee Seul-ki   |                                | [ 13 ] |
| 2018 | Drama Stage – Anthology     | Choi Sung-ji  | Mùa 1, chỉ xuất hiện ở một tập | [ 14 ] |
| 2018 | Phép màu đã cho ta gặp nhau | Young-ju      |                                | [ 15 ] |
| 2018 | Priest                      | Chae Yi-soo   |                                | [ 16 ] |
| 2019 | Black Dog: Being A Teacher  | Jin Yoo-ra    |                                | [ 17 ] |
| 2021 | Viền đỏ trên tay áo         | Son Young-hee |                                | [ 18 ] |
| 2022 | Cheer Up                    | Ju Seon-ja    |                                | [ 19 ] |

### Chương trình chiếu mạng
| Năm  | Tựa                  | Vai         | Nguồn  |
| ---- | -------------------- | ----------- | ------ |
| 2017 | Sweet Revenge        | Lee So-eun  | [ 20 ] |
| 2022 | Ngôi trường xác sống | Park Mi-jin | [ 21 ] |
| 2023 | Chị đại học đường    | Kim Hye-in  | [ 22 ] |

## Giải thưởng và đề cử
| Lễ trao giải                     | Năm  | Hạng mục                                                 | Tác phẩm được đề cử  | Kết quả   | Nguồn  |
| -------------------------------- | ---- | -------------------------------------------------------- | -------------------- | --------- | ------ |
| Giải thưởng phim truyền hình SBS | 2022 | Nữ diễn viên mới xuất sắc nhất                           | Cheer Up             | Đoạt giải | [ 23 ] |
| Giải thưởng phim truyền hình SBS | 2022 | Best supporting team                                     | Cheer Up             | Đoạt giải | [ 23 ] |
| Director's Cut Awards            | 2023 | Nữ diễn viên mới xuất sắc nhất thể loại phim truyền hình | Ngôi trường xác sống | Đề cử     | [ 24 ] |